# Puchar Wysp Owczych w piłce siatkowej mężczyzn (2018/2019)
Puchar Wysp Owczych w piłce siatkowej mężczyzn 2018/2019 (far. Steypakappingar í flogbólti menn 2018/2019) – 20. sezon rozgrywek o siatkarski Puchar Wysp Owczych. Zainaugurowany został 2 grudnia 2018 roku i trwał do 2 marca 2019 roku. W rozgrywkach o Puchar Wysp Owczych wzięło udział sześć klubów.
Rozgrywki składały się z fazy grupowej, półfinałów oraz finału. W fazie grupowej sześć drużyn podzielonych zostało na dwie grupy. W grupie zespoły rozegrały między sobą po jednym spotkaniu. Dwie najlepsze drużyny z każdej grupy uzyskały awans do półfinału.
Finał odbył się w Stórhøll á Hálsi w Thorshavn. Puchar Wysp Owczych zdobył klub Mjølnir, pokonując w finale Fleyr.

## Drużyny uczestniczące
| Meistaradeild 4 drużyny | Meistaradeild 4 drużyny |
| ----------------------- | ----------------------- |
| Fleyr                   | finał                   |
| ÍF                      | półfinał                |
| Mjølnir                 | zwycięstwo              |
| SÍ                      | półfinał                |

| Pozostałe 2 drużyny | Pozostałe 2 drużyny |
| ------------------- | ------------------- |
| ÍF b                | faza grupowa        |
| SÍ b                | faza grupowa        |

## Rozgrywki

### Faza grupowa

#### Grupa 1
Tabela
| Lp. | Drużyna | Pkt | Mecze | Mecze   | Mecze   | Sety | Sety | Sety | Małe punkty | Małe punkty | Małe punkty |
| Lp. | Drużyna | Pkt | M     | W (3:2) | P (2:3) | wyg. | prz. | +/-  | zdob.       | str.        | +/-         |
| --- | ------- | --- | ----- | ------- | ------- | ---- | ---- | ---- | ----------- | ----------- | ----------- |
| 1 | Fleyr   | 6   | 2     | 2 (0)   | 0 (0)   | 6    | 0    | +6   | 150         | 100         | +50         |
| 2 | SÍ      | 3   | 2     | 1 (0)   | 1 (0)   | 3    | 4    | –1   | 140         | 162         | –22         |
| 3 | SÍ b    | 0   | 2     | 0 (0)   | 2 (0)   | 1    | 6    | –5   | 145         | 173         | –28         |
| Źródło: fbf.fo Zasady ustalania kolejności: 1. liczba zdobytych punktów; 2. bilans setów; 3. bilans małych punktów. Punktacja: 3:0 i 3:1 - 3 pkt; 3:2 - 2 pkt; 2:3 - 1 pkt; 1:3 i 0:3 - 0 pkt awans do półfinału |         |     |       |         |         |      |      |      |             |             |             |

Wyniki spotkań
| 02.12.2018    | SÍ | 0:3 (11:25, 13:25, 18:25) | Fleyr | Sørvágur |  |
| 17:00 (UTC±0) |    |                           |       |          |  |

| 05.12.2018    | SÍ | 3:1 (25:21, 25:19, 23:25, 25:22) | SÍ b | Sørvágur |  |
| 18:30 (UTC±0) |    |                                  |      |          |  |

| 08.12.2018    | SÍ b | 0:3 (22:25, 17:25, 19:25) | Fleyr | Sørvágur |  |
| 15:00 (UTC±0) |      |                           |       |          |  |

#### Grupa 2
Tabela
| Lp. | Drużyna | Pkt | Mecze | Mecze   | Mecze   | Sety | Sety | Sety | Małe punkty | Małe punkty | Małe punkty |
| Lp. | Drużyna | Pkt | M     | W (3:2) | P (2:3) | wyg. | prz. | +/-  | zdob.       | str.        | +/-         |
| --- | ------- | --- | ----- | ------- | ------- | ---- | ---- | ---- | ----------- | ----------- | ----------- |
| 1 | Mjølnir | 6   | 2     | 2 (0)   | 0 (0)   | 6    | 1    | +5   | 171         | 86          | +85         |
| 2 | ÍF      | 3   | 2     | 1 (0)   | 1 (0)   | 4    | 3    | +1   | 161         | 133         | +28         |
| 3 | ÍF b    | 0   | 2     | 0 (0)   | 2 (0)   | 0    | 6    | –6   | 37          | 150         | –113        |
| Źródło: fbf.fo Zasady ustalania kolejności: 1. liczba zdobytych punktów; 2. bilans setów; 3. bilans małych punktów. Punktacja: 3:0 i 3:1 - 3 pkt; 3:2 - 2 pkt; 2:3 - 1 pkt; 1:3 i 0:3 - 0 pkt awans do półfinału |         |     |       |         |         |      |      |      |             |             |             |

Wyniki spotkań
| 06.12.2018    | ÍF | 1:3 (20:25, 20:25, 25:21, 21:25) | Mjølnir | Ítróttarhøllin, Kambsdalur |  |
| 20:00 (UTC±0) |    |                                  |         |                            |  |

| 07.12.2018    | ÍF b | 0:3 (8:25, 13:25, 16:25) | ÍF | Ítróttarhøllin, Kambsdalur |  |
| 19:30 (UTC±0) |      |                          |    |                            |  |

| 15.12.2018    | Mjølnir | 3:0 (25:0, 25:0, 25:0) | ÍF b | Badmintonhøllin, Klaksvík |  |
| 19:30 (UTC±0) |         |                        |      |                           |  |

### Półfinały
| 16.12.2018    | Mjølnir | 3:1 (25:17, 22:25, 25:13, 25:19) | SÍ | Badmintonhøllin, Klaksvík |  |
| 13:00 (UTC±0) |         |                                  |    |                           |  |

| 16.12.2018    | Fleyr | 3:1 (26:28, 25:20, 25:23, 26:24) | ÍF | Badmintonhøllin, Klaksvík |  |
| 17:00 (UTC±0) |       |                                  |    |                           |  |

### Finał
| 02.03.2019    | Mjølnir | 3:0 (25:23, 25:20, 25:14) | Fleyr | Stórhøll á Hálsi, Thorshavn |  |
| 13:00 (UTC±0) |         |                           |       |                             |  |